# Insubrische Glockenblume
Die Insubrische Glockenblume (Campanula raineri) ist eine Pflanzenart der Gattung Glockenblumen (Campanula) innerhalb der Familie der Glockenblumengewächse (Campanulaceae).

## Merkmale
Die Insubrische Glockenblume ist eine in lockerem Rasen wachsende, ausdauernde Pflanze, die Wuchshöhen bis 10 Zentimeter erreicht. Die mehreren Stängel sind bogig aufsteigend, kurzhaarig, meist einblütig und bis unter die Blüte beblättert. Die Blätter sind 1 bis 2 Zentimeter breit, oval, deutlich und stumpf gezähnt sowie kurz gestielt. Die Blüten sind endständig, weit-glockenförmig, aufrecht 3 bis 4 Zentimeter breit und hellblau. Die Kelchzähne sind breit lanzettlich, kurz behaart, gezähnt, zugespitzt und ungefähr halb so lang wie die Krone. Die Bucht zwischen den Kelchzähnen haben keine Anhängsel und sind spitz.
Die Blütezeit reicht von August bis September.

## Vorkommen
Die Insubrische Glockenblume ist in den italienischen Südalpen zwischen dem Luganersee und Judikarien endemisch. Sie wächst nur über Kalk und Dolomit in Felsspalten und Felsschutt in der subalpinen bis alpinen Stufe in Höhenlagen von 1000 bis 2300 Meter, meist aber über 1500 Meter.

## Taxonomie
Die Insubrische Glockenblume wurde 1817 von Helena Perpenti (1764–1846) in Biblioteca Italiana Ossia Giornale di Letteratura Scienze ed Arti Band 5 Seite 134 als Campanula raineri erstbeschrieben. Der Name ehrt Erzherzog Rainer von Österreich (1783–1853). Ein Synonym der Art ist Campanula perpentiae Moretti ex A.DC.

## Belege
- Xaver Finkenzeller, Jürke Grau: Alpenblumen (Steinbachs Naturführer). Mosaik Verlag GmbH, München 1996, ISBN 3-576-10558-1.